# Semjon Solomonowitsch Juschkewitsch
Semjon Solomonowitsch Juschkewitsch (russisch Семён Соломонович Юшкевич; wiss. Transliteration Semën Solomonovič Juškevič; geb. 1868 in Odessa, Russisches Reich; gest. 1927 in Paris) war ein russischer Schriftsteller und Dramatiker. Er wurde von Maxim Gorki gefördert, dem er seine Erzählung Evrei („Die Juden“; 1904) widmete.

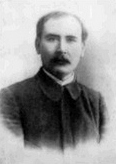
Semjon Juschkewitsch

## Leben und Werk
Semjon Juschkewitsch wurde 1860 in Odessa in einer Kaufmannsfamilie geboren. Er studierte Medizin an der Sorbonne, bevor er seine schriftstellerische Laufbahn begann. Juschkewitsch war Mitglied der Moskauer Literaturgruppe Sreda („Mittwoch“). Er war ein Vertreter der jüdisch-russischen Schule der Literatur.
Nach dem Pogrom von Kischinjow im Jahr 1903 verbrachte Juschkewitsch einige Zeit in Berlin. Juschkewitsch emigrierte im Jahr 1920. Er lebte in Rumänien, Frankreich, den Vereinigten Staaten und Deutschland, bevor er 1924 nach Paris ging, wo er 1927 starb. Er stand der Revolution positiv gegenüber und soll in den letzten Jahren seines Lebens den Wunsch geäußert haben, in sein Heimatland zurückzukehren.

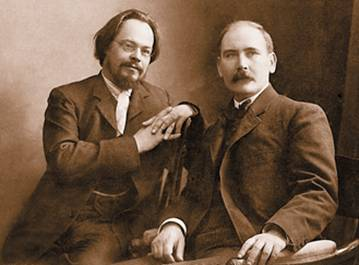
Jewgeni Tschirikow und Semjon Juschkewitsch (um 1900)

Er ist Verfasser vieler Werke, darunter verschiedene Romane, Erzählungen und Dramen. Sein Stück Miserere wurde (am Moskauer Kunsttheater) von Stanislawski erfolgreich aufgeführt.
Alexander Solschenizyn zählte den von ihm als „glücklosen »jüdischen Gogol«“ bezeichneten Juschkewitsch zu den großen russisch-jüdischen Namen der Literaturszene der Emigration. Der Autorin Nelly Portnova zufolge gilt er als einer der lebendigsten und umstrittensten russisch-jüdischen Schriftsteller, seine Figuren sind Bewohner einer Großstadt: Arbeiter, Handwerker und Makler. Hunger, Armut und Entbehrungen sind ihr Schicksal (und nicht umsonst trage sein 1905 geschriebene Stück den Titel Hunger / Голод).
Von dem russisch-amerikanischen Autor Maxim D. Shrayer wurde festgehalten, dass einige seiner jüdischen Leser und Kritiker der Meinung waren, dass Juschkewitsch durch das Lüften schmutziger jüdischer Wäsche den Antisemiten Munition geliefert habe.

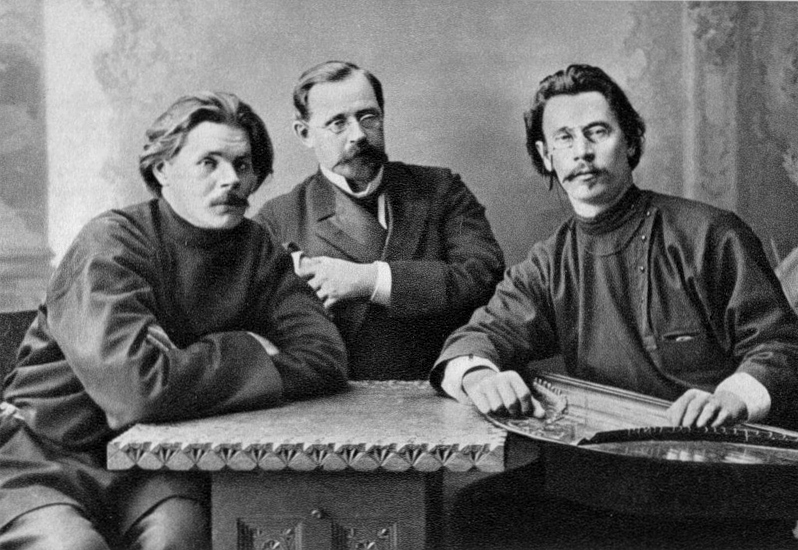
Von links: Gorki, Pjatnizki und Skitalez im Jahr 1902

Dem Slawisten Adolf Stender-Petersen zufolge beschränkte sich Juschkewitsch konsequent darauf, „das von Kapitalismus und Klassenkampf heftig erschütterte Leben der Ostjuden in den elenden Ghettos der Provinzstädte zu schildern“.
In der Jüdischen Enzyklopädie von Brockhaus und Efron wurde kritisiert, dass der Autor selbst außerhalb der Sphäre des traditionellen Judentums aufgewachsen sei und wenig Verständnis für die geistige Welt des letzteren habe.

## Werke
Zu Juschkewitschs Lebzeiten wurde in Petrograd eine 15-bändige Sammlung seiner Werke veröffentlicht  (1914–1918).
In der Bibliothek berühmter Autoren im Wiener Verlag des „Törleß“- und „Reigen“-Verlegers Fritz Freund fanden zwei seiner Werke Aufnahme, übersetzt von Sonja Wermer.
Zwei seiner Stücke, Jüdisches Glück (Еврейское Счастье) und Das Automobil (Автомобиль), wurden 2004 neu aufgelegt.
Werke (in Auswahl)
- Golod (1905; deutsch Der Hunger)
- Korol'  (1906; König)
- Komedija braka. Berlin: Verlag „Mysl“, 1922
- Komödie der Ehe. Berlin: Deutsches Verlagshaus Bong, [1911]
- Evrei [= Deshevaya biblioteka tovarishchestva „Znanie“; 96]. Sankt-Peterburg: Izdanie tovarishchestva „Znanie“[20] 1906
- Ghetto. Einzig autorisierte Übersetzung von Sonja Wermer. Umschlag Berthold Löffler. Wiener Verlag, Wien und Leipzig 1903 (Bibliothek berühmter Autoren, Bd. 7) – (Evrei; dt.)
- Die Gouvernante. Wiener Verlag, Wien 1905. Umschlag Fritz von Radler. (Bibliothek berühmter Autoren, Bd. 44)

- Avtomobil' [i drugie] razskazy.  [Berlin] : S. J. Grschebin, 1923
- (französisch) L'Automobile Автомобиль 1922 Nouvelle / Traduction de Mme Lovell (1922)
- Golubinoe carstvo. Berlin: Ġrschebin, 1923, 4. dopolnennoe izd.

## Hörspiele in Deutschland und Österreich
- 1955: Sonkin – Bearbeitung (Wort): Hans Sattler; Regie: Cläre Schimmel (Hörspielbearbeitung – SDR)[21]
- 1965: Sonkin und der Haupttreffer – Regie: Hans Krendlesberger (Hörspielbearbeitung – ORF)